# Selecció de bàsquet del Senegal
La Selecció de bàsquet del Senegal és l'equip format per jugadors de nacionalitat senegalesa que representa a la "Federació Senegalesa de Bàsquet" a les competicions internacionals organitzades per la Federació Internacional de Bàsquet (FIBA) o el Comité Olímpic Internacional (COI).

## Classificacions

### Jocs Olímpics
- 1968 - 15
- 1972 - 15
- 1980 - 11

### Campionats mundials
- 1978 - 14
- 1998 - 15
- 2006 - 22
- 2014 - 16
- 2019 - 30

### Campionats africans
- 1964 - 5
- 1965 - 4
- 1968 -  1
- 1970 -  2
- 1972 -  1
- 1974 -  2
- 1975 -  2
- 1978 -  1
- 1980 -  1
- 1981 - 4
- 1983 -  3
- 1985 - 4
- 1987 - 6
- 1989 -  3
- 1992 -  2
- 1993 -  3
- 1995 -  2
- 1997 -  1
- 1999 - 7
- 2001 - 7
- 2003 - 5
- 2005 -  2
- 2007 - 9
- 2009 - 7
- 2011 - 5
- 2013 -  3
- 2015 - 4
- 2017 -  3
- 2021 -  3